# Umweltschaden
Der Umweltschaden ist eine anthropogene Schädigung von Böden, Gewässern, Luft, Pflanzen oder Tieren.

## Allgemeines
Wird durch menschliche (anthropogene) Aktivitäten der Zustand der Umwelt verschlechtert, liegt allgemein ein Umweltschaden vor. Anders als sonstige Personen- oder Sachschäden sind Umweltschäden meist nicht genau quantifizierbar; um ihre Kosten zu ermitteln, ist eine Monetarisierung erforderlich. Ein Typisches Merkmal vieler Umweltschäden ist ihr allmählicher Entstehungscharakter (beispielsweise die globale Erwärmung). Die über einen langen Zeitraum gedehnte, wiederholte, schleichende oder fortwährende Schädigung ist ein verbreitetes Schadensmuster im Umweltbereich. Mehrere Umweltschäden können auch zu Umweltkatastrophen kumulieren und das Erscheinungsbild von Naturkatastrophen erreichen.
Als Umweltzerstörung werden umgangssprachlich Prozesse bezeichnet, bei denen Umweltschäden größeren Ausmaßes entstehen. Umweltzerstörung kann direkt durch flächenmäßig größere Eingriffe (z. B. das Abholzen von Regenwald) oder indirekt durch die Folgen vom Umweltbelastungen (z. B. Umweltverschmutzung) entstehen.

## Arten
Umweltschäden entstehen insbesondere durch Betriebsgefahren, Betriebsstilllegungen, fehlende oder schwindende Betriebssicherheit oder anthropogene Emissionen. Wahrnehmbare Umweltschäden sind unter anderem Artensterben, Bodenerosion (anthropogene), Bodenkontamination, Desertifikation, Gewässerverschmutzung, globale Erwärmung, Luftverschmutzung, Massentourismus, Pflanzenkrankheiten (anthropogene), saurer Regen, Treibhauseffekte oder allgemein jede Umweltverschmutzung. Viele dieser Umweltschäden sind untereinander interdependent wie etwa die Luftverschmutzung und der saure Regen.

## Rechtsfragen
Rechtsgrundlage ist vor allem das USchadG, das in § 2 Nr. 1 USchadG eine Legaldefinition bereithält. Umweltschaden ist danach eine Schädigung von Arten und natürlichen Lebensräumen nach Maßgabe des § 19 BNatSchG, eine Schädigung der Gewässer nach Maßgabe des § 90 WHG oder eine Schädigung des Bodens durch eine Beeinträchtigung der Bodenfunktionen im Sinn des § 2 Abs. 2 BBodSchG, die durch eine direkte oder indirekte Einbringung von Stoffen, Zubereitungen, Organismen oder Mikroorganismen auf, in oder unter den Boden hervorgerufen wurde und Gefahren für die menschliche Gesundheit verursacht. Umweltschäden müssen also stets gesundheitsgefährdend sein.
Wer durch sein Verhalten einen (drohenden) Umweltschaden verursacht, wird im USchadG „Verantwortlicher“ genannt. In § 3 USchadG werden umweltschädigende Ereignisse aufgezählt, die nicht zur Anwendung des USchadG führen wie unter anderem Kriege (wie Bürgerkriege, Aufstände), Naturkatastrophen (Erdbeben, Überschwemmungen) oder Landesverteidigung (Manöver, Truppentransporte). Der Schädiger („Verantwortlicher“) wird in § 9 USchadG öffentlich-rechtlich verpflichtet, die Kosten des verursachten Umweltschadens zu tragen. In Anlage 1 zum USchadG sind Tätigkeiten aufgezählt, von denen potenzielle Umweltschäden ausgehen können. Hierzu gehören vor allem technische Anlagen (insbesondere überwachungsbedürftige Anlagen), die einer Betriebserlaubnis bedürfen.
Das Rechtsgebiet der Umweltkriminalität befasst sich mit der illegalen, also rechtswidrigen Verursachung eines Umweltschadens.

## Wirtschaftliche Aspekte
Umweltschäden verursachen negative externe Effekte, weil der Schädiger die Kosten der Beseitigung ursprünglich nicht selbst tragen musste, sondern die Gesellschaft. Diese Thematik der umweltökonomischen Gesamtrechnung spielt eine Rolle, wenn die Industrie beispielsweise die zwangsläufig entstehenden chemischen Rückstände nicht zu entsorgen braucht. Heute versucht das USchadG, diese negativen externen Effekte durch Überwälzung der Schäden an den Schädiger zu verhindern (§ 6 USchadG). Folge ist, dass weite Teile der Industrie einerseits ihre Fertigungsverfahren umweltökonomisch optimieren müssen, andererseits jedoch die entstehenden Kosten in die Preise überwälzen. Dadurch tragen letztlich die Verbraucher die Umweltkosten. Zur Reduzierung von Umweltschäden können marktwirtschaftliche Elemente wie Ökosteuern eingesetzt werden. Mit der Doppelte-Dividenden-Hypothese wird der doppelte Nutzen von Lenkungsabgaben zur Vorbeugung gegen Umweltschäden untersucht.
Zur Absicherung derartiger Schäden jenseits des durch die Gebäudeversicherung oder Fahrzeugversicherung abgedeckten Risikos für Versicherer und Rückversicherer wird an Modellen für eine Katastrophenversicherung gearbeitet. In Deutschland kann das Risiko aus der Verursachung von Umweltschäden durch die Umwelthaftpflichtversicherung oder die Umweltschadenversicherung abgesichert werden.